# Jedburgh

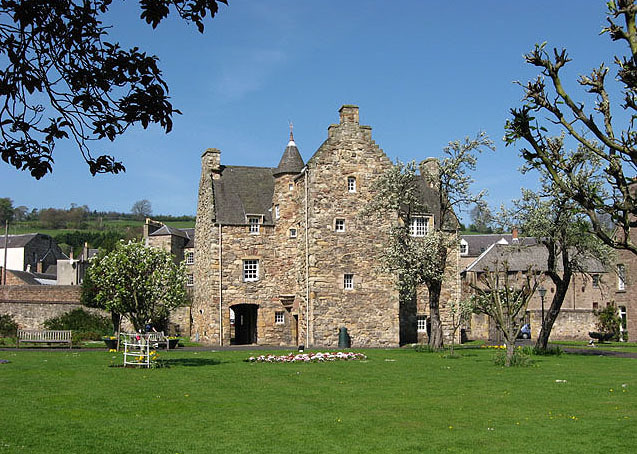
Casa de Maria, reina d'Escòcia a Jedburgh

Jedburgh (escocès: Jeddart o Jethart) és una localitat escocesa i antic burg real en els Scottish Borders i històricament a Roxburghshire.

## Localització i patrimoni
Jedburgh es troba al costat del riu el Jed Water, un afluent del riu Teviot, que està a només setze quilòmetres de la frontera amb Anglaterra, i està dominat per les importants ruïnes de l'abadia Jedburgh. Altres edificis notables de la ciutat inclouen la presó del castell de Jedburgh, ara un museu, i la casa de Maria, Reina d'Escòcia.

## Història

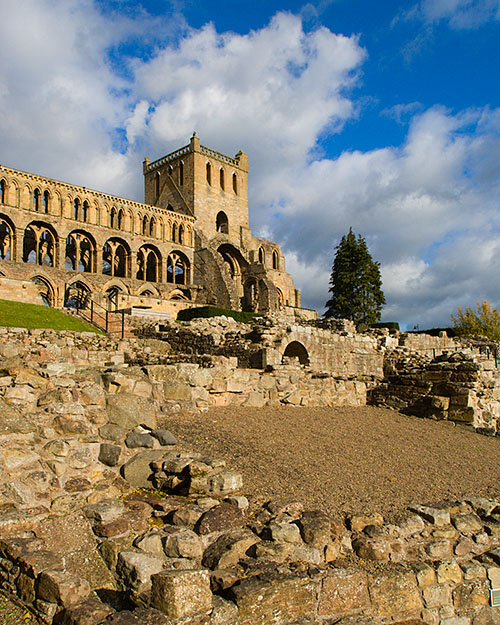
Abadia Jedburgh.

A Jedburgh existí una església des del segle ix, fundada pel bisbe Ecgred de Lindisfarne, i el rei David I d'Escòcia va construir un priorat entre 1118 i 1138, allotjament de monjos agustins procedents de Beauvais a França. L'abadia en si va ser fundada el 1147. Les guerres de frontera amb Anglaterra al segle XVI van deixar a l'abadia com unes magnífiques ruïnes, sent encara un monument visitable.
La profunda religiositat del rei Malcom IV d'Escòcia el va portar a morir a Jedburgh el 1165, a l'edat de 24 anys. La seva mort es pensa que va poder ser provocada pel dejuni excessiu.
David també s'havia erigit un castell en Jedburgh, i en 1174 va ser una de les cinc fortaleses cedides a Anglaterra. Es tractava d'una residència ocasional real per als escocesos, però capturat pels anglesos tan sovint que es va demolir en 1409, quan era l'últim reducte dels anglesos a Escòcia.
En 1258 Jedburgh també havia estat el focus d'atenció real, amb les negociacions entre Alexandre III d'Escòcia i Enric III d'Anglaterra, sobre l'hereu del tron.
La seva proximitat a Anglaterra el va fer històricament objecte d'incursions per part d'ambdues forces, escoceses i angleses.
Maria, reina d'Escòcia, es va allotjar en una casa a la ciutat en 1566, que ara és un museu.
Senyor de Jedburgh Bosc era un Senyoriu del Parlament que es va concedir a George Douglas, primer comte d'Angus, amb motiu del seu matrimoni amb la princesa Maria, filla de Robert III el 1397. És el títol subsidiari de l'actual comte d'Angus, el duc de Hamilton. El duc de Douglas va ser elevat a la posició del vescomte Jedburgh Bosc, però va morir sense hereu el 1761.
En 1745, l'exèrcit jacobita dirigit pel príncep Carles Eduard Estuard va passar per la ciutat en el seu camí a Anglaterra, i el príncep també es va quedar aquí. El Castell de la presó es va obrir el 1823.
En 1787, el geòleg de principis de James Hutton va observar el que avui es coneix com la discordança de Hutton a Inchbonny, prop de Jedburgh. Les capes de roca sedimentària, que s'inclinen gairebé verticalment estan cobertes per noves capes horitzontals de pedra arenisca de color vermell. Aquesta va ser una de les conclusions que li van portar a desenvolupar el seu concepte d'una immensament llarga escala de temps geològic i de l'actualisme, derivat de la seva conclusió: «sense vestigis d'un començament, ni perspectives d'un final».
L'expressió «Jeddart justice» o «Jethart Justice» (Justícia de Jeddart o Justícia de Jethart), on va ser penjat un home en primer lloc i després aportades les proves (equiparable a la llei Lynch), sembla haver sorgit a partir d'un cas d'execució sumaria d'una banda de vilans.